# Arcidiocesi di Douala
L'arcidiocesi di Douala (in latino Archidioecesis Dualaensis) è una sede metropolitana della Chiesa cattolica in Camerun. Nel 2021 contava 768.230 battezzati su 3.624.000 abitanti. È retta dall'arcivescovo Samuel Kleda.

## Territorio
L'arcidiocesi si trova nella parte occidentale del Camerun.
Sede arcivescovile è la città di Douala, dove sorge la cattedrale dei Santi Pietro e Paolo.
Il territorio si estende su 1.200 km² ed è suddiviso in 72 parrocchie.

### Provincia ecclesiastica
La provincia ecclesiastica di Douala, istituita nel 1982, comprende 5 suffraganee:
- la diocesi di Nkongsamba, eretta come prefettura apostolica nel 1914, poi vicariato apostolico nel 1934 ed infine diocesi nel 1955;
- la diocesi di Bafoussam, eretta nel 1970;
- la diocesi di Eséka, eretta nel 1993;
- la diocesi di Edéa, eretta nel 1993;
- la diocesi di Bafang, eretta nel 2012.

## Storia
La prefettura apostolica di Douala fu eretta il 31 marzo 1931 con il breve Apostolicum munus di papa Pio XI, ricavandone il territorio dal vicariato apostolico del Camerun (oggi arcidiocesi di Yaoundé).
Il 27 maggio 1932 la prefettura apostolica fu elevata a vicariato apostolico con il breve Ut praefecturae dello stesso papa Pio XI.
Il 14 settembre 1955 il vicariato apostolico fu ulteriormente elevato a diocesi con la bolla Dum tantis di papa Pio XII. Originariamente era suffraganea dell'arcidiocesi di Yaoundé.
Il 18 gennaio 1963 cedette una porzione del suo territorio a vantaggio dell'erezione della diocesi di Sangmélima.
Il 18 marzo 1982 è stata ancora elevata al rango di arcidiocesi metropolitana con la bolla Eo magis catholica di papa Giovanni Paolo II.
Il 20 maggio 1991 ha ceduto una parte del suo territorio a vantaggio dell'erezione della diocesi di Ebolowa-Kribi, che nel 2008 è stata divisa in due, Ebolowa e Kribi.
Il 22 marzo 1993 ha ceduto porzioni del suo territorio a vantaggio dell'erezione delle diocesi di Edéa e di Eséka.

## Cronotassi dei vescovi
Si omettono i periodi di sede vacante non superiori ai 2 anni o non storicamente accertati.
- Mathurin-Marie Le Mailloux, C.S.Sp. † (5 maggio 1931 - 17 dicembre 1945 deceduto)
- Pierre Bonneau, C.S.Sp. † (12 dicembre 1946 - 27 gennaio 1957 deceduto)
- Thomas Mongo † (5 luglio 1957 - 29 agosto 1973 dimesso)
- Simon Tonyé † (29 agosto 1973 succeduto - 31 agosto 1991 dimesso)
- Christian Wiyghan Tumi † (31 agosto 1991 - 17 novembre 2009 ritirato)
- Samuel Kleda, succeduto il 17 novembre 2009

## Statistiche
L'arcidiocesi nel 2021 su una popolazione di 3.624.000 persone contava 768.230 battezzati, corrispondenti al 21,2% del totale.
| anno | popolazione | popolazione | popolazione | presbiteri | presbiteri | presbiteri | presbiteri                | diaconi | religiosi | religiosi | parrocchie |
| anno | battezzati  | totale      | %           | numero     | secolari   | regolari   | battezzati per presbitero | diaconi | uomini    | donne     | parrocchie |
| ---- | ----------- | ----------- | ----------- | ---------- | ---------- | ---------- | ------------------------- | ------- | --------- | --------- | ---------- |
| 1950 | 153.793     | 400.000     | 38,4        | 77         | 25         | 52         | 1.997                     |         |           | 44        |            |
| 1969 | 177.800     | 421.400     | 42,2        | 145        | 97         | 48         | 1.226                     | 7       | 95        | 101       | 34         |
| 1980 | 521.860     | 1.200.000   | 43,5        | 106        | 64         | 42         | 4.923                     | 15      | 84        | 172       | 45         |
| 1990 | 810.000     | 1.920.000   | 42,2        | 100        | 75         | 25         | 8.100                     | 14      | 46        | 120       | 64         |
| 1999 | 494.040     | 1.950.000   | 25,3        | 96         | 59         | 37         | 5.146                     | 3       | 62        | 161       | 27         |
| 2000 | 500.112     | 1.900.000   | 26,3        | 105        | 72         | 33         | 4.762                     | 2       | 57        | 160       | 27         |
| 2001 | 506.132     | 1.900.000   | 26,6        | 98         | 69         | 29         | 5.164                     | 2       | 52        | 159       | 28         |
| 2002 | 515.897     | 2.000.000   | 25,8        | 112        | 82         | 30         | 4.606                     | 2       | 79        | 158       | 30         |
| 2003 | 522.939     | 2.500.000   | 20,9        | 115        | 84         | 31         | 4.547                     | 1       | 48        | 173       | 33         |
| 2004 | 530.357     | 2.500.000   | 21,2        | 134        | 92         | 42         | 3.957                     | 1       | 63        | 190       | 33         |
| 2006 | 552.314     | 2.591.000   | 21,3        | 162        | 109        | 53         | 3.409                     |         | 97        | 332       | 38         |
| 2013 | 633.015     | 3.028.000   | 20,9        | 162        | 138        | 24         | 3.907                     |         | 50        | 230       | 51         |
| 2016 | 689.300     | 3.211.240   | 21,5        | 160        | 131        | 29         | 4.308                     |         | 58        | 251       | 62         |
| 2019 | 731.000     | 3.448.770   | 21,2        | 230        | 153        | 77         | 3.178                     |         | 126       | 221       | 72         |
| 2021 | 768.230     | 3.624.000   | 21,2        | 240        | 163        | 77         | 3.200                     |         | 126       | 221       | 72         |